# Relógio do Longo Agora

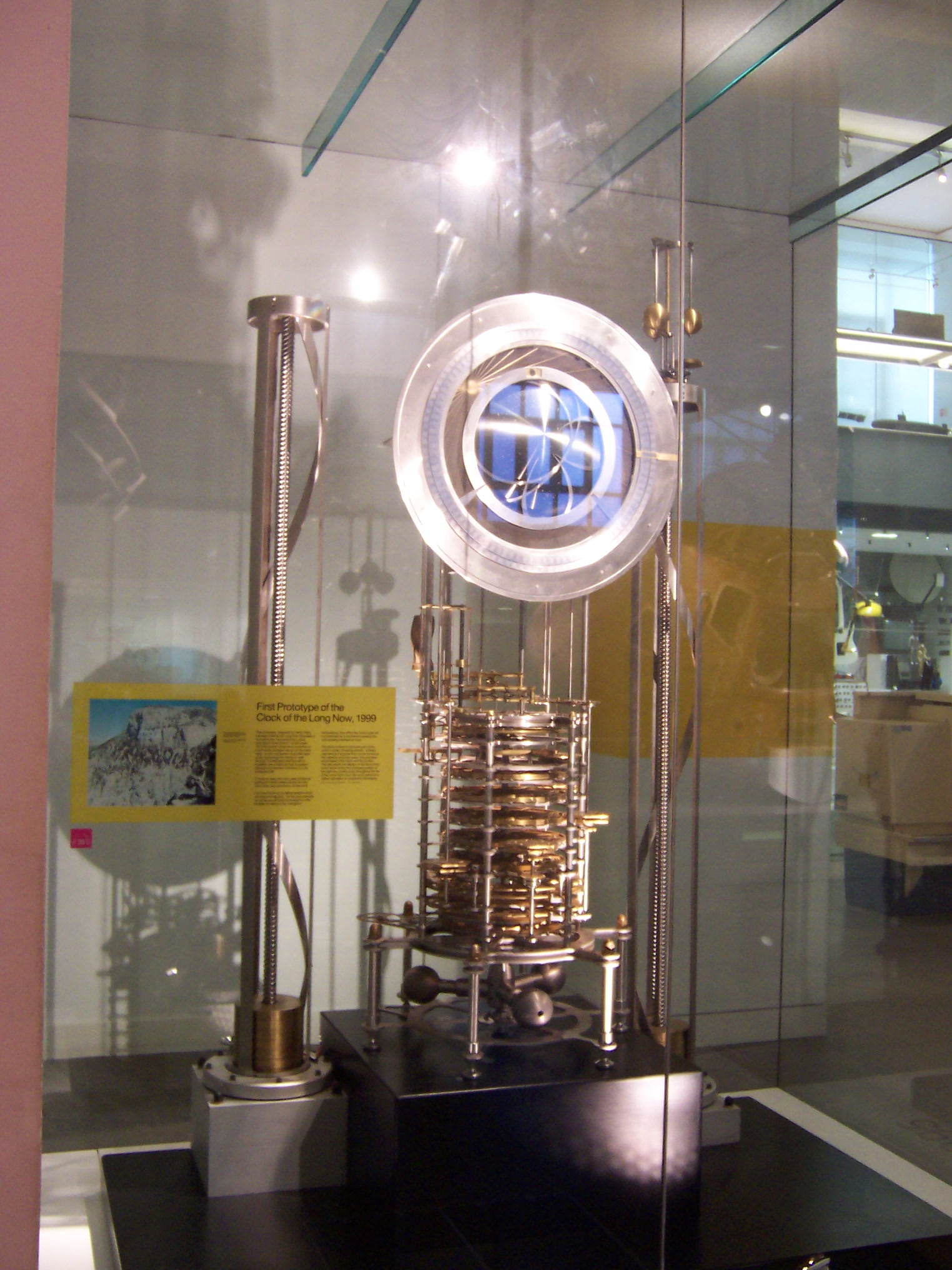
O primeiro protótipo, em exposição no Museu da Ciência de Londres.

O Relógio do Longo Agora, também chamado de Relógio dos 10.000 Anos, é uma proposta de relógio mecânico, desenhado para funcionar por 10.000 anos. A construção do projeto é parte da Fundação Long Now.
O projeto foi concebido por Danny Hillis em 1986. O primeiro protótipo do relógio começou a funcionar em 31 de dezembro de 1999, no tempo para exibir a transição para o ano 2000. À meia-noite na véspera de Ano Novo, o indicador da data mudou de 01999 para 02000, e o carrilhão marcou duas vezes. O protótipo de dois metros está em exposição no Museu da Ciência de Londres.
Em dezembro de 2007 dois dos mais recentes protótipos foram expostos no The Long Now Museum & Store at Fort Mason Center em São Francisco.
A fabricação do primeiro protótipo do relógio em grande escala está sendo financiado por Jeff Bezos, que doou US$ 42 milhões e uma localização em suas terras no Texas.

## Proposta
Nas palavras de Stewart Brand, membro fundador da fundação, "Tal relógio, se suficientemente impressionante e bem projetado, iria incorporar o longo prazo para as pessoas. Deverá ser carismático para visitar, interessante para pensar sobre e famoso o suficiente para se tornar icônico no discurso público. Idealmente, deverá fazer para o nosso pensamento sobre o "tempo" o mesmo que as fotos da Terra a partir do espaço fizeram para o pensamento sobre o ambiente. Tais ícones refazem o jeito que as pessoas pensam."

## Projeto
Os projetos e requirimentos básicos para o relógio são:
1. Longevidade: O relógio deve ser preciso mesmo depois de 10.000 anos, e não deve conter partes valiosas (como joias, metais caros, ou ligas especiais) que podem ser saqueadas.
2. Manutenção: As gerações futuras deverão ser capazes de manter o relógio funcionando, se necessário, com nada mais avançado do que ferramentas e materiais da Era do Bronze.
3. Transparência: O relógio deverá ser compreendido sem ser interrompido ou desmontado; nenhuma funcionalidade deverá ser opaca.
4. Evolutividade: Deverá ser possível melhorar o relógio com o decorrer do tempo.
5. Escalabilidade: Para garantir que a versão em tamanho real funcione de acordo, protótipos menores deverão ser construídos e testados.

Nenhum relógio pode ter uma validade garantida de 10,000 anos, mas alguns relógios são projetados com limites garantidos. (Por exemplo, um relógio que mostra uma data com um ano de quatro dígitos não mostrará o ano correto após 9999). Com cuidados e manutenção continuada, o Relógio do Longo Agora pode possivelmente ser esperado de mostrar o tempo correto por 10,000 anos (mas por ser um ano de cinco dígitos, será carregado com uma precisão teórica de cem mil anos).
Se o relógio vai de verdade receber cuidado e manutenção por tanto tempo é algo em debate. Hillis escolheu o objetivo de 10,000 anos por estar nos limites da plausibilidade. Tem artefatos tecnológicos, como fragmentos de potes e cestas, de 10,000 anos no passado, então tem alguns artefatos humanos que sobreviveram esse tempo, apesar de poucos artefatos terem recebidos cuidados continuamente por mais que alguns séculos.

### Considerações de energia
Muitas opções foram consideradas como fonte de energia do relógio, mas muitas foram rejeitadas por sua incapacidade de servir aos requirimentos. Por exemplo, sistemas de energia nuclear e energia solar iriam violar os princípios de transparência e longevidade. No fim, Hillis decidiu que a interferência humana regular num peso em queda para atualizar a frente do relógio, pois o projeto já assume uma manutenção humana regular.
Entretanto, o relógio é projetado para marcar o tempo mesmo quando não estiver sendo cuidado:
Se não tiver atenção por longos períodos de tempo, o Relógio usa a energia capturada por mudanças de temperatura entre o dia e a noite no topo da montanha para dar energia à seus equipamentos de marcação de tempo.

### Considerações sobre o tempo
O mecanismo para marcar o tempo num relógio tão durador precisa ser confiável e robusto, como preciso. As opções consideradas, mas rejeitadas como fontes de marcação temporal incluem:

#### Relógios auto-contidos
Muitos desses métodos são não acurados (o relógio vai lentamente perder a hora certa com o tempo), mas são confiáveis (que é, o relógio não vai parar de funcionar do nada). Outros métodos são acurados, mas opacos (significando que o relógio será complicado de ser compreendido).
- Pêndulo (não acurado no longo prazo, e precisa de muitos ticks, que cria desgaste);
- Pêndulo de torção (menos ticks frequentes, mas ainda menos acurado);
- Roda de equilíbrio (menos acurado que o pêndulo);
- Fluxo de água (não acurado e molhado);
- Fluxo de material sólido (não acurado);
- Desgaste e corrosão (muito não acurado);
- Bolas de rolamento (muito não acurado);
- Difusão (não acurado);
- Diapasão (não acurado);
- Ciclo da câmara de pressão (não acurado);
- Governador inercial (não acurado);
- Oscilador atômico (opaco, difícil de manter);
- Oscilador de cristal piezoelétrico (opaco, difícil de manter);
- Decaimento atômico (opaco, difícil de medir precisamente).

#### Eventos externos pelos quais o relógio pode rastrear ou se ajustar
Muitos desses métodos são acurados (alguns ciclos externos são ber uniformes em grandes períodos de tempo) mas não confiáveis (o relógio pode parar de repente se falhar ao rastrear o evento externo propriamente). Outros tem dificuldades separadas.
- Ciclo diário de temperatura (não confiável);
- Ciclo de temperatura pelas estações (impreciso);
- Força tidal (difícil de medir);
- Armação inercial da rotação da Terra (difícil de medir precisamente);
- Alinhamento estelar (não confiável por causa do clima);
- Alinhamento solar (não confiável por causa do clima);
- Movimento tectônico (difícil de prever e medir);
- Dinâmica orbital (difícil de pôr em escala).

Hillis concluiu que nenhuma fonte única de medição temporal pode servir para os requirimentos. Como um compromisso, o relógio vai usar um temporizador não confiável, mas acurado, para ajustar um temporizador não acurado mas confiável, criando um ciclo de bloqueio de fase.
No projeto atual, um oscilador mecânico lento, baseado no pêndulo de torção, mantém a marcação do tempo de forma não acurada, mas confiável. Ao meio dia, a luz do Sol, um temporizador que é preciso, mas (devido ao tempo) não confiável, fica concentrado num segmento de metal através de uma lente. As fivelas de metal e a força de flexão reseta o relógio ao meio dia. A lata de combinação, a princípio, provê tanto confiança e acurácia no longo prazo.

### Exibição da hora e a data
Muitas das unidades usualmente exibidas em relógios, como horas e datas de calendário, podem significar pouco após 10,000 anos. Entretanto, cada cultura humana conta os dias, meses (de alguma forma), e anos, todos no qual são baseados em cilos lunar e solar. Tem também ciclos naturais mais longos, como precessão do eixo da Terra de 25,765 anos. Mas no outro lado, o relógio é um produto de nossa época, e parece apropriado fazer alguma homenagem á nossos sistemas de medição temporal arbitrários que usamos hoje em dia. No fim, parece melhor exibir tanto ciclos naturais quanto alguns dos ciclos culturais atuais.
O centro do relógio vai mostrar um campo estelar, mostrando tanto o dia sideral e a precessão do zodíaco. Ao redor disso, terá um display mostrando as posições do Sol e da Lua no céu, bem como a fase e o ângulo da Lua. Fora disso terá a marcação efêmera, mostrando o ano de acordo com o nosso sistema atual. Será um display de cinco dígitos, indicando o ano atual num formato como "02000" em vez do comum "2000" (para evitar o problema Y10K). O plano de Hillis e Brand, se puderem, é adicionar um mecanismo onde a fonte de energia gera o suficiente apenas para marcar o tempo; se os visitantes querem ver a hora mostrada, teriam que suprir a energia por si mesmos.

### Cálculos da hora
Opções consideradas para a parte em que o relógio converte a fonte do tempo (por exemplo, um pêndulo) para unidades no display (por exemplo, ponteiros) incluem eletrônica. hidráulica, fluidos, e mecânica.
Um problema ao usar uma engrenagem convencional ( que foi o mecanismo padrão no último milênio) é que as engrenagens precisam de uma relação entre a fonte do tempo e o que está sendo mostrado. A acurácia requirida para a relação aumenta com a quantidade de tempo sendo mostrado. (Por exemplo, para um período de tempo curto, a contagem de 29.5 dias por mês lunar pode ser o suficiente, mas acima de 10,000 anos o número 29.5305882 é uma escolha muito mais acurada).
Alcançar tais relações precisas com engrenagens é possível, mas constrangedor; similicamente, engrenagens degradam com o tempo e a acurácia com a eficiência devido aos efeitos deteriorantes da fricção. Em vez disso, o relógio usa uma lógica digital binária, implementada mecanicamente em uma sequência de agregadores binários empilhados (ou, como seu inventor Hillis as chama, serial bit-adders). Em efeito, a conversão lógica é um simples computador digital (mais especificamente, um analisador diferencial digital), implementado com rodas mecânicas e alavancas em vez de eletrônicos típicos. O computador de 32 bits de acurácia, com cada bit representado por uma alavanca mecânica ou pino que pode estar em uma ou duas posições. Essa lógica binária pode apenas rastrear o tempo passado, como um cronômetro; para converter o tempo passado para a hora solar local (que é, hora do dia), uma cam subtrai do (ou adiciona ao) controle deslizante da câmara, que move os adicionadores.
Outra vantagem ao computador digital sobre a engrenagem é que ele é mais evoluível. Por exemplo, a relação do dia para ano depende da rotação da Terra, que está diminuindo numa proporção notável, mas não muito predicável. Isso pode ser o suficiente para, por exemplo, tirar as fases da Lua da ordem por alguns dias em mais de 10,000 anos. O esquema digital permite que a conversão da relação seja ajustada, sem parar o relógio, se o tamanho do dia mudar de forma inesperada.

### Localização
A Fundação Long Now comprou o  Monte Washington próximo de Ely, Nevada, que é cercado pelo Parque Nacional da Grande Bacia, para armazenagem permanente do relógio em tamanho real, uma vez que for construído. Isso será guardado em uma série de salas (com os mecanismos mais lentos visíveis primeiro) em falésias de calcário branco, aproximadamente 10,000 pés (3,048 metros) acima da Snake Range. A aridez do lugar, o remoto, e falta de valor econômico deve proteger o relógio da corrosão, vandalismo e desenvolvimento. Hillis escolheu essa área de Nevada em parte porque é casa de um número de pinheiros bristlecone anões, que a Fundação nota que tem cerca de 5,000 anos de idade. O relógio estará quase que por completo no subterrâneo, e apenas acessível por tráfego a pé a partir do leste uma vez completo;
Antes de construir o relógio público em Nevada, a Fundação está construindo um relógio em tamanho real de projeto similar numa montanha próxima Van Horn, Texas. A perfuração de teste para a construção subterrânea no lugar começou em 2009. O lugar é de propriedade do fundador da Amazon.com Jeff Bezos, que também está financiando sua construção. As lições aprendidas da construção desse primeiro relógio dos 10,000 anos em escala real vai informar o projeto final do relógio em Nevada.

## Inspiração e apoio
O projeto é apoiado pela Fundação Long Now, que também apoia um número de outros projetos de longo prazo, incluindo o Projeto Rosetta (para preservar as linguagens mundiais) e o Projeto Ling Bet.
O romance de Neal Stephenson chamado Anathem foi parcialmente inspirado por seu envolvimento com o projeto, o qual contribuiu com páginas de esquemas e notas. A Fundação Long Now vende uma trilha sonora para o romance com os lucros indo para o projeto.
O músico Brian Eno deu ao Relógio do Longo Agora o seu nome (e cunhou o termo "Longo Agora") em um ensaio; ele tem colaborado com Hillis para escrever uma música para os carrilhões de um protótipo futuro.
- Este artigo foi inicialmente traduzido, total ou parcialmente, do artigo da Wikipédia em inglês cujo título é «Clock of the Long Now».